# ロードショー (雑誌)
『ロードショー』（ROADSHOW）は、日本の映画雑誌。集英社発行で、1972年3月21日に創刊された。

## 概要
創刊時、1970年代の映画雑誌は他に「キネマ旬報」「月刊近代映画」（現「Kindai」）などがあったが、「キネマ旬報」が邦画（日本映画）を中心に日本で公開される外国映画の紹介と評論を主に掲載したのとは違い、「ロードショー」は、先に刊行されていた近代映画社の「スクリーン」同様、外国人スター俳優のグラビアを中心にした誌面構成であった。両誌は「月刊明星」と「月刊平凡」の「洋画（外国映画）スター版」という趣であったが、1980年代以降は「スクリーン」と比べると邦画を紹介する記事が多く、TV番組の紹介記事もあった。映画評論家の批評やコラムやエッセイなどの連載、映画関係の付録など、競合する部分も多かった。
インターネットの普及などで購読者数が減少し、2008年11月21日発売の2009年1月号を最後に廃刊となった。1980年代には約35万部売れていたが、最後は約5万部まで減っていたという。。
集英社が2022年3月31日に開設したニュースサイト「集英社オンライン」では映画関連記事の配信に「ロードショー編集部」の名義を使用しており、14年ぶりの復活となった。
『開運！なんでも鑑定団』（テレビ東京系列）の2022年10月11日放送分で、1972年の創刊以来、取材で集め、集英社の倉庫に眠るブルース・リー、オードリー・ヘップバーン、マイケル・ジャクソンなどのスターのサイン825点が鑑定依頼され、2,000万円と鑑定された。。

## 淀川長治賞
映画評論家の淀川長治の長年の功績を称え、本誌が1992年に制定した賞で、本誌が休刊する前年の2007年まで実施された。品田雄吉が選考委員長を務め、映画監督・プロデューサー、俳優、評論家、配給会社など映画人・団体を対象に授与された。本誌休刊に伴い中断していたが、後に外国映画配給会社による団体「一般社団法人外国映画輸入配給協会」が事業を継承、「わが国における外国映画文化、芸術の振興に寄与した人物を表彰するもの」として2024年に再開されている。

### 受賞者
- 1992年：戸田奈津子（字幕翻訳者）
- 1993年：筈見有弘・渡辺祥子（映画評論家）
- 1994年：フランス映画社（映画会社）
- 1995年：山田洋次（映画監督）
- 1996年：井関惺（プロデューサー）
- 1997年：北野武（映画監督）
- 1998年：宮崎駿（映画監督）
- 1999年：古澤利夫（映画宣伝）
- 2000年：大島渚（映画監督）
- 2001年：原正人（プロデューサー）
- 2002年：久石譲 （映画音楽作曲家）
- 2003年：和田誠（映画監督・イラストレーター）
- 2004年：真田広之（俳優）
- 2005年：ジャッキー・チェン（俳優）
- 2006年：渡辺謙（俳優）
- 2007年：李鳳宇（プロデューサー）
- 2024年：LiLiCo（映画コメンテーター・タレント）